# Manny Delcarmen
Manuel « Manny » Delcarmen, né le 16 février 1982 à Boston aux États-Unis, est un joueur américain de baseball évoluant en Ligue majeure de baseball. Ce lanceur de relève droitier est sous contrat avec les Yankees de New York.
Il a précédemment évolué de 2005 à 2010 pour les Red Sox de Boston, avec qui il remporte la Série mondiale 2007, puis les Rockies du Colorado en 2010. 

## Carrière
Après des études secondaires à la West Roxbury High School de West Roxbury (Massachusetts), Manny Delcarmen est drafté le 5 juin 2000 par les Red Sox de Boston au deuxième tour de sélection. Sa progression en Ligues mineures est freinée par des blessures nécittant une opération de type Tommy John en 2003. Il est de retour sur les terrains en mai 2004.
Il fait ses débuts en ligue majeure le 26 juillet 2005 et prend part à la fin de saison des Red Sox, jouant dix parties.
Toujours présent à Boston en 2007, il est impliqué en séries éliminatoires (6 matches joués) et remporte la Série mondiale.
Le 31 août 2010, Delcarmen passe des Red Sox aux Rockies du Colorado en retour du lanceur des ligues minueres Chris Balcom-Miller. Il fait ses débuts dans la Ligue nationale pour Colorado le 2 septembre et le premier frappeur qu'il affronte, Jayson Werth des Phillies de Philadelphie, claque un coup de circuit en solo à ses dépens.
Devenu agent libre après son bref séjour chez les Rockies, Delcarmen signe en février 2011 un contrat des ligues mineures avec les Mariners de Seattle. Il ne lance pas pour les Mariners mais seulement pour leur club-école Triple-A à Tacoma avant de redevenir agent libre le 1er juin. Il signe alors un contrat avec les Rangers du Texas et passe le reste de l'année en Triple-A à Round Rock.
En janvier 2012, Delcarmen signe un contrat des ligues mineures avec les Yankees de New York.

## Statistiques
| Saison | Équipe   | G   | GS | CG | SHO | V  | D | SV | IP    | SO  | ERA  |
| ------ | -------- | --- | -- | -- | --- | -- | - | -- | ----- | --- | ---- |
| 2005   | Boston   | 10  | 0  | 0  | 0   | 0  | 0 | 0  | 9.0   | 9   | 3,00 |
| 2006   | Boston   | 50  | 0  | 0  | 0   | 2  | 0 | 0  | 53.1  | 45  | 5,06 |
| 2007   | Boston   | 44  | 0  | 0  | 0   | 0  | 0 | 1  | 44.0  | 41  | 2,05 |
| 2008   | Boston   | 73  | 0  | 0  | 0   | 1  | 2 | 2  | 74.1  | 72  | 3,27 |
| 2009   | Boston   | 64  | 0  | 0  | 0   | 5  | 2 | 0  | 59.2  | 44  | 4,53 |
| 2010   | Boston   | 48  | 0  | 0  | 0   | 3  | 2 | 0  | 44.0  | 32  | 4,70 |
| 2010   | Colorado | 9   | 0  | 0  | 0   | 0  | 2 | 0  | 8.1   | 6   | 6,48 |
| Totaux | Totaux   | 298 | 0  | 0  | 0   | 11 | 8 | 3  | 292.2 | 249 | 3,97 |

| Saison | Équipe | G  | GS | CG | SHO | V | D | SV | IP  | SO | ERA   |
| ------ | ------ | -- | -- | -- | --- | - | - | -- | --- | -- | ----- |
| 2007   | Boston | 6  | 0  | 0  | 0   | 0 | 0 | 0  | 4.1 | 5  | 8,31  |
| 2008   | Boston | 5  | 0  | 0  | 0   | 1 | 0 | 0  | 4.1 | 3  | 15,36 |
| Totaux | Totaux | 11 | 0  | 0  | 0   | 1 | 0 | 0  | 8.2 | 8  | 31,50 |

Note : G = Matches joués ; GS = Matches comme lanceur partant ; CG = Matches complets ; SHO = Blanchissages ; 
V = Victoires ; D = Défaites ; SV = Sauvetages ; IP = Manches lancées ; SO = Retraits sur des prises ; ERA = Moyenne de points mérités.